# Dryopteris tavelii
Dryopteris tavelii är en träjonväxtart som beskrevs av Werner Hugo Paul Rothmaler. Dryopteris tavelii ingår i släktet Dryopteris och familjen Dryopteridaceae. Inga underarter finns listade.